# Lepidochrysops anerius
Lepidochrysops anerius är en fjärilsart som beskrevs av Gustaaf Hulstaert 1924. Lepidochrysops anerius ingår i släktet Lepidochrysops och familjen juvelvingar. Inga underarter finns listade i Catalogue of Life.